# Верижни разломак
У математици, верижни разломак је израз облика
{\displaystyle x=a_{0}+{\cfrac {1}{a_{1}+{\cfrac {1}{a_{2}+{\cfrac {1}{a_{3}+{\cfrac {1}{a_{4}+\ddots \,}}}}}}}}}
где је a0 цео број а сви бројеви  (i ≠ 0) су природни.